# Луперон, Грегорио
Грегорио Луперон (исп. Gregorio Luperón; 8 сентября 1839 — 21 мая 1897) — доминиканский военный и политический деятель, президент Доминиканской Республики в 1879—1880 гг. Один из организаторов восстановления независимости страны в 1863 году.

## Биография
Луперон родился на севере страны, в городе Пуэрто-Плата. Его родители были мелкими торговцами, с 14 лет Луперон работал в деревообрабатывающей компании, стал помощником владельца, занимался самообразованием. Участвовал в протестах против аннексии Доминиканской республики Испанией, был арестован, но затем сумел бежать в США. В 1863 году вернулся в страну, активно участвовал в войне за независимость, его войска контролировали север страны. Луперон поддерживал либеральную партию, в 1866 году группа военных под его руководством свергла президента-консерватора Буэнавентуру Баэса. В 1876 году президент Эспаильят назначил Луперона военным и морским министром. В декабре 1879 году Луперон отстранил от власти президента Цезарео Гильермо и возглавил временное правительство, центр которого находился в его родном городе Пуэрто-Плата.
В период правления Луперона начался экономический рост за счёт увеличения экспорта табака, началось строительство железной дороги, была открыта первая фабрика по производству сахара. Луперон добился внесения изменений в конституцию, ограничив президентский срок двумя годами. В 1880 году в стране прошли президентские выборы, на которых победил сторонник Луперона Фернандо Артуро де Мериньо. Луперон оставался одним из самых влиятельных людей в стране, но в конце 1880-х гг. был изгнан из страны своим земляком генералом Эро, установившем в стране диктатуру.

## Память
Именем Луперона назван международный аэропорт в его родном городе и небольшой курортный город в той же провинции Пуэрто-Плата.